# Javier Rossi
Javier Nicolás Rossi (La Plata, 4 novembre 1982) è un calciatore argentino, attaccante dell'Atl. Lugano.

## Carriera
Ha collezionato oltre 200 presenze nella seconda divisione argentina, oltre ad aver giocato nella massima serie cilena.